# اعتقال علي حسن
علي حسن القديحي هو صبي بحريني يبلغ من العمر 11 عاما اعتقل بتهمة المشاركة في مظاهرة غير قانونية خلال الاحتجاجات. اعتقل القديحي في 14 مايو 2012، وأطلق سراحه من دون كفالة بعد نحو شهر. في 5 يوليو سلمت المحكمة حكما يسمح له بالبقاء في منزله بينما العاملة الاجتماعية ترصد تحركاته لمدة عام. ومع ذلك لم تسقط التهم.
القديحي أحد أصغر المعتقلين في البحرين منذ بدء الاحتجاجات في فبراير 2011.

## السيرة
علي حسن طالب في الصف السادس. لديه ثلاث شقيقات وشقيق. في حين أن عائلته والمحامين وبي بي سي والجزيرة وذي إندبندنت ودايلي تيليغراف ومركز البحرين لحقوق الإنسان ومنظمة العفو الدولية ذكروا أن عمره 11 سنة إلا أن البيان الحكومي ذكر أنه يبلغ من العمر 12 سنة.

## الخلفية
في فبراير 2011 شهدت البحرين احتجاجات مؤيدة للديمقراطية تركزت في دوار اللؤلؤة في العاصمة المنامة كجزء من الربيع العربي. ردت السلطات بغارة ليلية في 17 فبراير (يشار لها في وقت لاحق من قبل المتظاهرين بيوم الخميس الدامي) الذي قتل فيها أربعة متظاهرين وإصابة أكثر من 300 متظاهر. استمرت الاحتجاجات لمدة شهر ووصل عدد المتظاهرين إلى أكثر من 100 ألف شخص من أصل 500 ألف شخص عدد سكان البلاد. دخلت قوات درع الجزيرة البلاد بناء على طلب من الحكومة وأعلنت حالة طواريء لمدة ثلاثة أشهر. أطلقت السلطات بعد ذلك حملة أمنية وحشية على المحتجين بما في ذلك الأطباء والمدونين. نفذت غارات على المنازل في منتصف الليل في الأحياء الشيعية وأقامت نقاط تفتيش ضمن حملة التخويف. ومع ذلك فقد استمرت الاحتجاجات والاشتباكات على نطاق أصغر بشكل شبه يومي معظمها في المناطق الواقعة خارج المناطق التجارية في المنامة مع بعض المسيرات النادرة في وسط العاصمة. لقي أكثر من 80 شخصا حتفهم منذ بدء الاحتجاجات.
في عام 2011 قال مركز البحرين لحقوق الإنسان أنه وثق 188 حالة اعتقال لطفل وصفوها بأنها غير قانونية وحالات كثيرة تندرج تحت مسمى الاختطاف. وفقا للمنظمة فإن جميعهم عانوا من سوء المعاملة أثناء الاحتجاز وتم نقل بعضهم إلى المستشفيات بعد اعتقالهم وكانت علامات التعذيب واضحة على أجسادهم إلا أن الحكومة تنفي مثل هذه التقارير. قال في بيان أن متوسط عدد الأطفال المحتجزين في احتجاز الأحداث في النصف الأول من عام 2012 بلغ حوالي 15 طفل. نشطاء المعارضة تنفي اتهامات الحكومة بأنهم يستغلون الأطفال من خلال تشجيعهم للاحتجاج والاشتباك مع الشرطة.

## الاعتقال
قال مركز البحرين لحقوق الإنسان أن القديحي اعتقل يوم 13 مايو من قبل رجال شرطة بملابس مدنية بالقرب من منزله في بلاد القديم وهو حي من المنامة. ومع ذلك قالت نورة آل خليفة رئيسة الادعاء العام للأحداث أنه قبض عليه في 14 مايو عندما كان القديحي «يسد شارع خارج المنامة عن طريق حاويات القمامة وألواح الخشب».
قال القديحي: "كان نلعب في يوم السبت عندما جاءوا وسدوا الشارع ثم رحلوا لذلك عدنا نلعب ثم جاء بعض المدنيين والتقطوا صورا لنا". وأضاف: في اليوم التالي كنا ألعب في الشارع مع اثنين من أصدقائي عندما اعتقلني رجال الشرطة". وفقا له فقد استطاع صديقاه الهرب بعيدا ولكنه توقف عندما هدده رجل شرطة بإطلاق النار عليه ببندقية. قال متحدث باسم هيئة شؤون الإعلام أن هذا الكلام غير صحيح وأن القديحي محتجز ليس لمشاركتهم في تجمع غير قانوني فقط بل لتورطه في حرق الإطارات وسد الطرق.
احتجز القديحي أولا في مركز شرطة النبيه صالح ثم نقل إلى مركز احتجاز مدينة عيسى للأحداث. قالت منظمة العفو الدولية أنه تم نقل الصبي «بين عدة مراكز للشرطة لمدة حوالي أربع ساعات والتحقيق معه وأنه خلال ذلك الوقت كان لوحده وأصابه الجوع والتعب وفي النهاية اعترف بالاتهامات الموجهة إليه». ومع ذلك قالت الحكومة أنه قضى ست ساعات فقط في حجز الشرطة وأمضى بقية الشهر في مركز احتجاز الأحداث.
قال محسن العلاوي محامي القديحي أنه زار الصبي الذي نفى مشاركته في تجمع غير قانوني. المحامية الأخرى شهزلان خميس ذكرت أن الصبي تعرض لانتهاكات أثناء القبض عليه. وقالت أنه كان حزينا طوال الوقت ويقول بأنه يرغب في العودة إلى بيته وإلى أمه. ومع ذلك قال بيان صادر عن الحكومة أن القديحي يتلقى الرعاية الاجتماعية والتدريس في مركز الاحتجاز. أثناء وجوده في المركز سمح للقديحي تقديم الامتحانات المدرسية النهائية.
بعد الإفراج عنه قال القديحي أنه لم يتعرض لسوء معاملة أثناء احتجازه وأن المعاملة كانت جيدة وقال انه قضى معظم وقته في الرياضة أو تنظيف المكان.

## المحاكمة
كانت محاكمة القديحي الأولى في محكمة الجنائية للأحداث في 4 يونيو 2012 والثانية في 11 يونيو. وجهت إليه تهمة الانضمام إلى تجمع غير قانوني مع ما يقرب من 12 شخص فضلا عن غيرها من التهم المتعلقة بالاحتجاج. في 11 يونيو دافع ثلاثة محامين عن القديحي في المحاكمة التي استمرت لمدة عشر دقائق وأسفرت عن الإفراج عنه دون كفالة.
وفقا لرئيسة النيابة فقد اعترف القديحي بالتهم قائلا انه كان في محاولته الثالثة لسد الشارع عندما ألقي القبض عليه. ادعت أيضا أن القديحي قال أنه أعطي 3 دينار بحريني جنبا إلى جنب مع أصدقائه (نحو 7.9 دولار أمريكي) من خلال رجل متهم بإثارة المتاعب.
اقترحت خميس أن الاتهامات التي وجهت إلى موكلها لم تكن صحيحة لأنه من المستحيل للقديحي أن يسد الطريق عن طريق حاوية القمامة لانها ثقيلة جدا وتحتاج إلى رجلين لرفعها. أكدت أن القديحي اعترف بأنه مذنب ولكن وفقا لها أضافت: «قال له رجل في التحقيق إذا كان يود أن يتم الإفراج فورا عنه أن يوافق على الاعتراف بالتهم». ذكرت منظمة العفو الدولية أن الصبي اعترف لان الشرطة وعدت بالإفراج عنه إذا فعل.
تم تأجيل المحاكمة إلى 20 يونيو. في 5 يوليو حكمت المحكمة بالسماح له بالبقاء في منزله على أن تشرف عليه العاملة الاجتماعية لمدة عام. ومع ذلك فإن التهم لم تسقط ووضعه القانوني غير واضح.

## ردود الفعل
دعت عدد من جماعات حقوق الإنسان للإفراج الفوري عن القديحي من بينها منظمة البحرين للتأهيل ومناهضة العنف التي يقع مقرها في ايرلندا التي أصدرت بيانا بشأن «العدد المتزايد من الأطفال المعتقلين للتحقيق في قضايا أمنية». أعرب مركز البحرين لحقوق الإنسان عن قلقه لاستهداف الأطفال دون الخامسة عشرة. أعربت هيومن رايتس ووتش عن قلقها من أن القديحي «لم يرافقه محام أثناء استجوابه» مضيفة «يبدو أن الدليل الوحيد المستخدم ضده هو اعترافه وشهادة ضابط الشرطة». ذكرت منظمة العفو الدولية «القبض على صبي يبلغ من العمر 11 عاما والتحقيق معه لساعات دون محام قبل محاكمته بتهم زائفة ينم عن عدم احترامه». انتقدت المنظمة وقائع المحاكمة بأنها «خارج تماما عن المعايير الدولية أو حتى قانون العقوبات الخاص في البحرين». وأضافت المتحدثة كذلك أن «هذه القضية تظهر افراط السلطات البحرينية في سحق الاحتجاج. آمل إسقاط جميع التهم ضد علي حسن».
وقالت خميس: «ينبغي على السلطات أن تكون راضية تماما عن الوقت الذي قضاه القديحي في السجن والضرر الذي قد يلحق بالصبي في السجن» وأنه يجب على الحكومة أن «تعالج الأطفال بشكل أفضل». كما ادعت أن الصبي سجين سياسي.
قالت خديجة حبيب والدة القديحي أنه بريء وأن الاتهامات ضده «ملفقة».
كتبت صحيفة الوسط الشيعية المعارضة أن حالة القديحي لفتت «تعاطفا كبيرا» في الفيسبوك وتويتر وأن عددا من «النواب السابقين وأعضاء المجتمع السياسي والناشطين في مجال حقوق الإنسان والمواطنين» يطالبون بالإفراج الفوري عنه. ذكرت بي بي سي العربية أن قضيته «تلقى اهتماما كبيرا من قبل وسائل الإعلام الدولية» نقلا عن مقال نشر في صحيفة الإندبندنت كمثال على ذلك.